# العلاقات اللاوسية المالاوية
العلاقات اللاوسية المالاوية هي العلاقات الثنائية التي تجمع بين لاوس ومالاوي.

## مقارنة بين البلدين
هذه مقارنة عامة ومرجعية للدولتين:
| وجه المقارنة                                              | لاوس        | مالاوي                     |
| --------------------------------------------------------- | ----------- | -------------------------- |
| المساحة (كم2)                                             | 236.80 ألف  | 118.48 ألف                 |
| عدد السكان (نسمة)                                         | 6.86 مليون  | 18.62 مليون                |
| الكثافة السكانية (ن./كم²)                                 | 28.97       | 157.16                     |
| العاصمة                                                   | فيينتيان    | ليلونغوي، زومبا            |
| اللغة الرسمية                                             | اللغة اللاو | لغة إنجليزية، لغة الشيشيوا |
| العملة                                                    | كيب لاوي    | كواشا ملاوية               |
| الناتج المحلي الإجمالي (بليون دولار)                      | 16.85 مليار | 6.30 مليار                 |
| الناتج المحلي الإجمالي (تعادل القوة الشرائية) بليون دولار | 38.71 مليار | 22.43 مليار                |
| الناتج المحلي الإجمالي الاسمي للفرد دولار أمريكي          | 1.82 ألف    | 338                        |
| الناتج المحلي الإجمالي للفرد دولار أمريكي                 |             | 1.20 ألف                   |
| مؤشر التنمية البشرية                                      | 0.575       | 0.445                      |
| رمز المكالمات الدولي                                      | +856        | +265                       |
| رمز الإنترنت                                              | .la         | .mw                        |
| المنطقة الزمنية                                           | ت ع م+07:00 | ت ع م+02:00                |

## منظمات دولية مشتركة
يشترك البلدان في عضوية مجموعة من المنظمات الدولية، منها:
| علم المنظمة | اسم المنظمة                        | تاريخ انضمام لاوس | تاريخ انضمام مالاوي |
| ----------- | ---------------------------------- | ----------------- | ------------------- |
|             | منظمة حظر الأسلحة الكيميائية       | ?                 | ?                   |
|             | البنك الدولي للإنشاء والتعمير      | 5 يوليو 1961      | 19 يوليو 1965       |
|             | الأمم المتحدة                      | 14 ديسمبر 1955    | 1 ديسمبر 1964       |
|             | منظمة الشرطة الجنائية الدولية      | ?                 | ?                   |
|             | وكالة ضمان الاستثمار متعدد الأطراف | 5 أبريل 2000      | 12 أبريل 1988       |
|             | يونسكو                             | 9 يوليو 1951      | 27 أكتوبر 1964      |
|             | مؤسسة التنمية الدولية              | 28 أكتوبر 1963    | 19 يوليو 1965       |
|             | مؤسسة التمويل الدولية              | 29 يناير 1992     | 19 يوليو 1965       |